# 쓰리 오브 하트
《쓰리 오브 하트》(Three Of Hearts)는 미국에서 제작된 유렉 보가에비츠 감독의 1993년 코미디, 멜로/로맨스 영화이다. 윌리암 볼드윈 등이 주연으로 출연하였고 매튜 어머스 등이 제작에 참여하였다.

## 출연

### 주연
- 윌리암 볼드윈
- 켈리 린치
- 쉐릴린 펜

### 조연
- 조 판토리아노
- 게일 스트릭랜드
- 세크 베럴
- 클레어 콜로웨이

## 기타
- 공동제작: 한나 헴스테드
- 협력프로듀서: 카렌 타이커
- 미술: 넬슨 코티즈
- 의상: 바바라 탱크
- 배역: 아네트 벤슨
- 배역: 페니 페리